# Pseuderanthemum lanceolatum
Pseuderanthemum lanceolatum là một loài thực vật có hoa trong họ Ô rô. Loài này được (Ruiz & Pav.) Wassh. miêu tả khoa học đầu tiên năm 1969.